# Malte Ramel
Malte Ramel (ur. 27 maja 1747, zm. 31 stycznia 1824) – polityk szwedzki. 

## Życiorys
Członek Akademii Szwedzkiej w latach 1797–1824 (fotel 14). W latach 1785–1786 był przewodniczącym szwedzkiej rady królewskiej.